# Фонизм (музыка)
Фони́зм (от др.-греч. φωνή – звук, голос), в русской теории музыки — окраска, колорит созвучия (интервала или аккорда) самого по себе, вне ладового контекста. Термин ввёл Ю. Н. Тюлин. 
На восприятие окраски того или иного созвучия влияет прежде всего его интервальная структура, а также условия его использования в конкретном музыкальном сочинении — неоднократное повторение или сопоставление с другими созвучиями, фактура, метр и ритм, регистр, тембр и т.д. 
Например, в песне Ф. Шуберта «Ты мой покой» (Du bist die Ruh, D 776) фонизм второго аккорда, на который приходится слово Ruh («покой»), обеспечивают структура (основной тон Es, тоническая терция и секста, без квинты), мягкая «прозрачная» фактура и тернарный метр. В средней части Песни Индийского гостя (опера «Садко» Н. А. Римского-Корсакова) чередование мажорных и минорных аккордов имеет целью создать фонический контраст, который символизирует условно «ориентальный» колорит. Особую роль фонизм играет в расширенной тональности XIX—XX веков и в посттональной музыке, где ослабевают или полностью дезавуированы привычные тональные функции. См. также Пантональность, Сонорика.